# 天主教巴伊亚的圣萨尔瓦多总教区
天主教巴伊亞的聖萨尔瓦多总教区（拉丁語：Archidioecesis Sancti Salvatoris in Brasilia）是罗马天主教在巴西设立的一个总教区。
其总主教享有“全巴西首席主教”的头衔，主教座堂设于萨尔瓦多的显圣容圣殿总主教座堂。總教区内350万人口中有70%为天主教徒（250万），下设109个堂区。現任總主教為思齊·達·羅恰樞機，輔理主教為瑪爾谷·恩仁·加爾朗-萊特-德-阿爾梅達和埃利奧斯·佩雷拉-多斯-桑托斯，榮休總主教為吉拉·馬熱拉·阿涅洛枢机和穆里洛·施巴士坦·拉莫斯-克列熱爾。
教区於1551年2月25日成立，从葡萄牙豐沙爾總教區分设，1676年11月16日升格为总教区。

## 附属教区
- 天主教阿拉戈伊尼亚斯教区
- 天主教阿馬戈薩教區
- 天主教克魯斯-達斯阿爾馬斯教區
- 天主教歐納波利斯教區
- 天主教伊列乌斯教区
- 天主教伊塔布纳教区
- 天主教特謝拉德弗雷塔斯-卡拉韋拉斯教區